# 30 marca
30 marca jest 89. (w latach przestępnych 90.) dniem w kalendarzu gregoriańskim. Do końca roku pozostaje 276 dni.

## Święta
- Imieniny obchodzą: Amadea, Amadeusz, Amelia, Aniela, Częstobor, Dobromier, Jan, Joachim, Kwiryn, Kwiryna, Leonard, Litobor, Mamertyn, Mamertyna, Piotr, Sekundus i Zozym.
- Trynidad i Tobago – Dzień Baptystów
- Wspomnienia i święta w Kościele katolickim obchodzą[1][2]:
  - bł. Amadeusz IX Sabaudzki (książę)
  - św. Jan Klimak (ojciec Kościoła)
  - św. Kwiryn z Neuss (męczennik)
  - św. Ludwik z Casorii (prezbiter)
  - św. Leonard Murialdo
  - św. Sekundus z Asti (męczennik)

## Wydarzenia w Polsce
- 1689 – Skazany na karę śmierci szlachcic i filozof Kazimierz Łyszczyński został publicznie ścięty na Rynku Starego Miasta w Warszawie, a następnie jego zwłoki spalono za miastem.
- 1700 – Dotychczasowy biskup pomocniczy gnieźnieński Konstanty Józef Zieliński został mianowany arcybiskupem metropolitą lwowskim.
- 1821 – Została zawarta tzw. umowa zgierska w sprawie osiedlenia się w mieście 300 zagranicznych sukienników.
- 1853 – W oknie wystawowym lwowskiej apteki „Pod Złotą Gwiazdą” zapłonęła pierwsza lampa naftowa, skonstruowana przez farmaceutę Ignacego Łukasiewicza i blacharza Adama Bratkowskiego.
- 1888 – Spłonęła niemal doszczętnie zabudowa miasteczka Skole koło Lwowa.
- 1916 – I wojna światowa: zakończyła się rosyjsko-niemiecka bitwa nad jeziorem Narocz.
- 1918 – Założono klub sportowy Czuwaj Przemyśl.
- 1919 – Wojna polsko-ukraińska: Wódz Naczelny Józef Piłsudski wydał rozkaz o utworzeniu Frontu Wołyńskiego.
- 1931 – Założono Śląskie Techniczne Zakłady Naukowe w Katowicach.
- 1939 – Uruchomiono produkcję w przedsiębiorstwie z branży oponiarskiej Dębica.
- 1940 – Zwycięstwo Oddziału Wydzielonego WP mjra. Henryka Dobrzańskiego ps. „Hubal” w starciu pod Huciskiem z Niemcami.
- 1943 – Zamach na oficerów krakowskiego Gestapo przeprowadzony przez Armię Krajową w kawiarni „Europejska” w Warszawie.
- 1944 – W nocy z 29 na 30 marca oddział UPA dokonał mordu na 56-140 polskich mieszkańcach wsi Wołczków koło Stanisławowa.
- 1945:
  - Utworzono Główny Urząd Geodezji i Kartografii.
  - Wojska radzieckie i polskie zdobyły Gdańsk.
  - Wojska radzieckie zdobyły Kostrzyn-Stare Miasto.
- 1970 – Rozpoczęto operację obracania o 78 stopni Pałacu Lubomirskich w Warszawie.
- 1971 – Uratowano górnika KWK „Rokitnica” w Zabrzu Alojzego Piontka, uwięzionego pod ziemią od czasu katastrofy 23 marca.
- 1973 – Zakończono produkcję FSO Warszawa.
- 1975 – Premiera komedii filmowej Awans w reżyserii Janusza Zaorskiego.
- 1987 – Na antenie TVP2 ukazało się premierowe wydanie Panoramy dnia (od 2 września 1991 Panorama).
- 1996 – Powstała Izba Wydawców Prasy.
- 1999 – Paweł Piskorski został prezydentem Warszawy.
- 2001 – Odbyło się 1000. notowanie Listy Przebojów Programu Trzeciego.
- 2007 – Sąd Okręgowy w Bielsku-Białej skazał na 25 lat pozbawienia wolności Ryszarda Niemczyka ps. „Rzeźnik”, oskarżonego m.in. o współudział w zabójstwie Andrzeja Kolikowskiego ps. „Pershing”.

## Wydarzenia na świecie

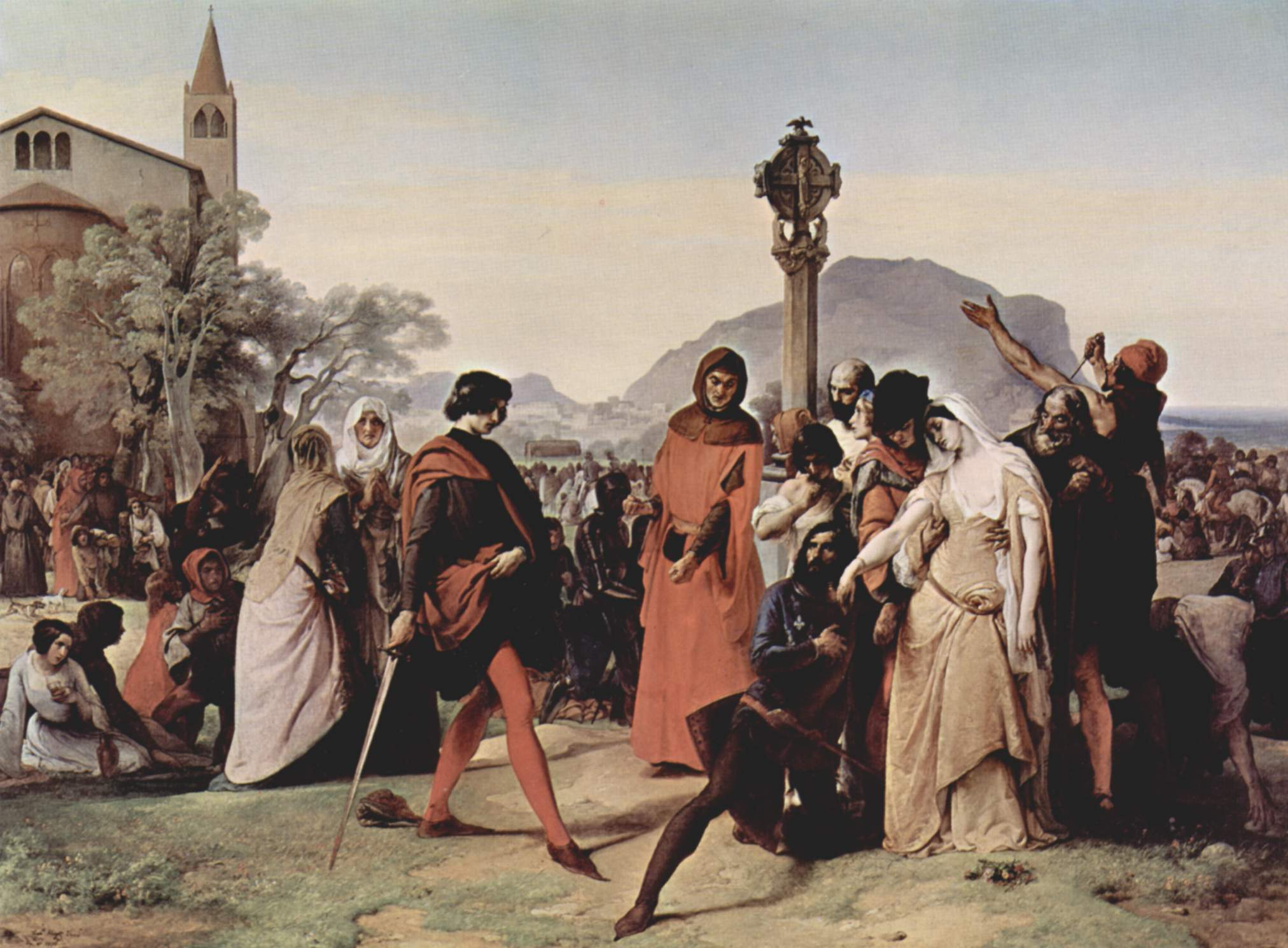
Nieszpory sycylijskie na obrazie Francesco Hayeza

- 988 – Baldwin IV Brodaty został hrabią Flandrii.
- 1168 – Takakura został cesarzem Japonii.
- 1282 – Na Sycylii wybuchło powstanie ludowe (tzw. nieszpory sycylijskie) przeciwko rządom Andegawenów.
- 1533 – Tomasz Cranmer został arcybiskupem Canterbury.
- 1577 – Papież Grzegorz XIII erygował diecezję Faro w Portugalii.
- 1603 – Irlandzka wojna dziewięcioletnia: decydujące zwycięstwo wojsk angielskich w bitwie pod Bellifont.
- 1610 – Zakończył się trzydniowy synod żyliński – zjazd dostojników kościoła reformowanego z terenu ówczesnych Górnych Węgier, na którym zdecydowano o odłączeniu się od Kościoła katolickiego.
- 1651 – Holenderski Maarten Tromp wypowiedział wojnę wyspom Scilly, w trakcie której nie doszło jednak do żadnego starcia. 17 kwietnia 1986 roku podpisano traktat pokojowy kończący formalnie konflikt.
- 1782 – Powstanie Tupaca Amaru II: zwycięstwo wojsk hiszpańskich w bitwie pod Moho.
- 1791 – Poświęcono pierwszy (drewniany) kościół św. Ludwika w Moskwie, będący jedną z dwóch dzisiejszych katolickich świątyń w mieście.
- 1796 – Carl Friedrich Gauss udowodnił, że możliwe jest skonstruowanie siedemnastokąta foremnego przy użyciu cyrkla i linijki.
- 1806 – Józef Bonaparte został królem Neapolu.
- 1814 – VI koalicja antyfrancuska: wojska koalicji rozpoczęły szturm na Paryż.
- 1818 – Jean-Pierre Boyer został prezydentem Haiti.
- 1822 – Utworzono Terytorium Florydy.
- 1830:
  - Leopold I został wielkim księciem Badenii.
  - W Théâtre de l’Odéon w Paryżu odbyła się premiera dramatu Krystyna Alexandre’a Dumasa (ojca).
- 1844 – Zwycięstwo dominikańskich powstańców nad wojskiem haitańskim w bitwie pod Santiago.
- 1855 – Pierre de Decker został premierem Belgii.
- 1856 – Podpisano traktat paryski kończący wojnę krymską.
- 1858 – Amerykanin Hyman Lipman opatentował ołówek z gumką.
- 1863 – Jerzy I został królem Grecji.
- 1867 – Rosja sprzedała Stanom Zjednoczonym Alaskę za 7,2 mln dolarów (równowartość dzisiejszych 108 mln dolarów).
- 1878 – Rozegrano pierwszy mecz finałowy o Puchar Walii w piłce nożnej, w którym Wrexham F.C. pokonał Druids F.C. 1:0.
- 1881 – W amerykańskim magazynie satyrycznym „Puck” pojawiły się pierwsze emotikony.
- 1882 – Austriacki astronom Johann Palisa odkrył planetoidę (224) Oceana.
- 1899 – 105 osób zginęło po zatonięciu brytyjskiego parowca „Stella” u wybrzeży Wysp Normandzkich.
- 1900 – Założono Urugwajski Związek Piłki Nożnej (AUF).
- 1901 – Przeprowadzono pierwsze w historii Australii wybory federalne (29-30 marca).
- 1909 – Oddano do użytku Queensboro Bridge nad East River w Nowym Jorku.
- 1911:
  - Giovanni Giolitti został po raz czwarty premierem Włoch.
  - Założono Uniwersytet w Hongkongu.
- 1912 – Francja ustanowiła protektorat nad Marokiem.
- 1916:
  - Niemiecki astronom Max Wolf odkrył planetoidę (820) Adriana.
  - Niemiecki okręt podwodny SM U-33 zatopił na Morzu Czarnym rosyjski statek szpitalny „Portugal”, w wyniku czego zginęło 115 członków załogi i pracowników Czerwonego Krzyża.
- 1917 – Carl Swartz został premierem Szwecji.
- 1919 – Domingos Leite Pereira został premierem Portugalii.
- 1920:
  - Otto Liebe został premierem Danii.
  - Przyjęto flagę Czechosłowacji, będącą od podziału kraju w 1993 roku flagą Czech.
- 1924 – We francuskim Bordeaux otwarto Stadion Chaban-Delmas.
- 1926 – Gen. Alexandru Averescu został po raz trzeci premierem Rumunii.
- 1929 – Premiera amerykańskiego dramatu filmowego Kokietka w reżyserii Sama Taylora.
- 1930 – Heinrich Brüning został kanclerzem Niemiec.
- 1940 – Japończycy ustanowili w Nankinie marionetkowy chiński rząd pod kierownictwem Wang Jingweia.
- 1941 – Bitwa o Atlantyk: u wybrzeży Sierra Leone niemiecki okręt podwodny U-124 zatopił brytyjski statek pasażersko-towarowy SS „Umona”, w wyniku czego zginęło 82 członków załogi (w tym kapitan) i 20 pasażerów.
- 1942 – Bitwa o Atlantyk: niemiecki okręt podwodny U-585 zatonął na Morzu Barentsa po wejściu na minę wraz z całą, 44-osobową załogą.
- 1944 – 545 lotników zginęło, a 152 dostało się do niewoli w wyniku zestrzelenia 95 spośród 795 brytyjskich bombowców, biorących udział w nalocie na Norymbergę. Była to najtragiczniejsza akcja w historii RAF Bomber Command.
- 1947 – Po tajnym procesie został stracony przywódca Kurdów irańskich Qazi Muhammad i wszyscy członkowie zlikwidowanej Republiki Mahabadzkiej.
- 1948 – Założono Biuro Budowy Maszyn Morskich „Malachit” z siedzibą na przedmieściach Leningradu.
- 1949 – Gen. Husni az-Za’im został prezydentem Syrii po obaleniu Szukriego al-Kuwatliego.
- 1952 – W Paryżu reprezentacja Francji w piłce ręcznej mężczyzn przegrała w swym pierwszym oficjalnym meczu z RFN 7:28.
- 1954 – W kanadyjskim Toronto otwarto pierwszy odcinek metra.
- 1955 – Odbyła się 27. ceremonia wręczenia Oscarów.
- 1957 – Wszedł do służby drugi amerykański atomowy okręt podwodny USS „Seawolf”.
- 1961 – W Nowym Jorku została podpisana Jednolita konwencja o środkach odurzających.
- 1963 – W Gwatemali doszło do wojskowego zamachu stanu.
- 1965 – Wojna wietnamska: 22 osoby zginęły, a 183 zostały ranne w wyniku wybuchu bomby przed ambasadą amerykańską w stolicy Wietnamu Południowego Sajgonie.
- 1968:
  - Gen. Ludvík Svoboda został wybrany przez Zgromadzenie Narodowe na urząd prezydenta Czechosłowacji.
  - Po ponad 50 latach wycofano z wyposażenia brytyjskiej armii karabin maszynowy Vickers.
- 1974 – Odbył się pierwszy koncert amerykańskiego zespołu punkrockowego Ramones.
- 1975 – W Hamilton w amerykańskim stanie Ohio 30-letni James Ruppert zamordował w domu matki 11 członków swej rodziny (matkę, brata, jego żonę i ich ośmioro dzieci w wieku od 4 do 17 lat).
- 1976 – W londyńskim The 100 Club odbył się pierwszy koncert zespołu Sex Pistols.
- 1980:
  - Nguyễn Hữu Thọ został prezydentem Wietnamu.
  - Ustanowiono nową flagę Syrii.
- 1981 – Przed hotelem Hilton w Waszyngtonie John Hinckley Jr. otworzył ogień w kierunku wychodzącego z budynku prezydenta USA Ronalda Reagana, w wyniku czego ciężko ranni zostali: Reagan, jego rzecznik prasowy James Brady, agent Secret Service i policjant.
- 1982 – Jedyny raz w historii wahadłowiec wylądował w bazie White Sands w Nowym Meksyku (Columbia w ramach misji STS-3).
- 1983 – W RFN utworzono drugi rząd Helmuta Kohla.
- 1987:
  - Na aukcji w Nowym Jorku sprzedano za 39,85 mln dolarów obraz Słoneczniki Vincenta van Gogha.
  - Odbyła się 59. ceremonia wręczenia Oscarów.
- 1988 – Założono węgierskie prawicowe ugrupowanie Fidesz.
- 1990 – Rada Najwyższa Estońskiej SRR uznała rządy radzieckie za nielegalne i ogłosiła okres przejściowy przed ogłoszeniem niepodległości.
- 1992 – Odbyła się 64. ceremonia wręczenia Oscarów.
- 1994:
  - Weszła w życie nowa konstytucja Białorusi.
  - W Sarajewie uchwalono konstytucję federacji chorwacko-muzułmańskiej w Bośni.
- 1997 – Zgromadzeni na wiecu w Phnom Penh opozycjoniści kambodżańscy pod przewodnictwem Sama Rainsy’ego zostali obrzuceni granatami. Zginęło 19 osób, ponad 140 zostało rannych.
- 1998:
  - Donald Kalpokas został po raz drugi premierem Vanuatu.
  - Premier Rumunii Victor Ciorbea podał się do dymisji.
  - Robert Koczarian wygrał w II turze wybory prezydenckie w Armenii.
- 1999 – Został aresztowany były premier Białorusi Michaił Czyhir.
- 2001 – Holenderski następca tronu książę Wilhelm-Aleksander i Argentynka Máxima Zorreguieta ogłosili swoje zaręczyny.
- 2003 – II wojna w Zatoce Perskiej: wojska amerykańskie otoczyły An-Nadżaf w środkowym Iraku.
- 2006:
  - Portia Simpson-Miller została pierwszą kobietą-premierem Jamajki.
  - Został wystrzelony statek kosmiczny Sojuz TMA-8 z pierwszym brazylijskim kosmonautą Marcosem Pontesem na pokładzie.
- 2008:
  - Otwarto Port lotniczy Bengaluru (Indie).
  - W 9 nowych krajach strefy Schengen zniesiono kontrolę graniczną na lotniskach.
- 2009:
  - 16 osób zginęło, a 95 zostało rannych w wyniku ataku talibów na Akademię Policyjną w pakistańskim Lahaur.
  - Lankijska marynarka wojenna pokonała Tamilskich Tygrysów w bitwie morskiej pod Chalai.
- 2010 – W Wielkim Zderzaczu Hadronów w ośrodku Europejskiej Organizacji Badań Jądrowych (CERN) pod Genewą dokonano pierwszych zderzeń wiązek protonów.
- 2014 – Anne Hidalgo jako pierwsza kobieta została wybrana na stanowisko mera Paryża.
- 2016:
  - Faustin-Archange Touadéra został prezydentem Republiki Środkowoafrykańskiej.
  - Htin Kyaw został prezydentem Birmy.
- 2017 – Po raz pierwszy ponownie użyto pierwszego stopnia rakiety Falcon 9.
- 2018 – Win Myint został prezydentem Birmy.
- 2022 – NASA poinformowała o odkryciu przez Kosmiczny Teleskop Hubble’a najdalszej pojedynczej gwiazdy Earendel w gwiazdozbiorze Wieloryba, znajdującej się 28 miliardów lat świetlnych od Ziemi.

## Urodzili się
- 1138 – Mojżesz Majmonides, żydowski lekarz, filozof (zm. 1204)
- 1326 – Iwan II Piękny, wielki książę moskiewski i włodzimierski (zm. 1359)
- 1432 – Mehmed II Zdobywca, sułtan Imperium Osmańskiego (zm. 1481)
- 1510 – Antonio de Cabezón, hiszpański kompozytor (zm. 1566)
- 1568 – Henry Wotton, angielski poeta, dyplomata (zm. 1639)
- 1614 – Antonio Bichi, włoski duchowny katolicki, biskup Montalcino i Osimo, kardynał (zm. 1691)
- 1626 – Atto Melani, francuski śpiewak-kastrat, dyplomata, szpieg pochodzenia włoskiego (zm. 1714)
- 1633:
  - Miron Costin, mołdawski poeta, polityk (zm. 1691)
  - Fryderyk II, landgraf Hesji-Homburg (zm. 1708)
- 1639 – Iwan Mazepa, szlachcic, dyplomata, hetman z Ukrainy Lewobrzeżnej (zm. 1709)
- 1640 – John Trenchard, angielski polityk (zm. 1695)
- 1651 – Aleksander Mikołaj Horain, polski duchowny katolicki, biskup pomocniczy wileński, biskup smoleński i żmudzki (zm. 1735)
- 1671 – Krystyna Luiza Oettingen, księżna Brunszwiku-Wolfenbüttel (zm. 1747)
- 1680 – Angelo Maria Quirini, włoski duchowny katolicki, arcybiskup Korfu, arcybiskup ad personam Brescii, kardynał (zm. 1755)
- 1686 – Maciej Karwacki, polski jezuita, pedagog (zm. 1756)
- 1687 – (data chrztu) Johann Balthasar Christian Freisslich, niemiecki kompozytor (zm. 1764)
- 1697 – Faustina Bordoni, włoska śpiewaczka operowa (mezzosopran) (zm. 1781)
- 1708 – Claes Ekeblad, szwedzki polityk (zm. 1771)
- 1727 – Tommaso Traetta, włoski kompozytor (zm. 1779)
- 1739:
  - Paweł Ksawery Brzostowski, polski duchowny katolicki, pisarz wielki litewski, duchowny referendarz wielki litewski, kanonik wileński, publicysta, tłumacz (zm. 1827)
  - Maria Józefa Antonina Wittelsbach, księżniczka bawarska, cesarzowa rzymsko-niemiecka (zm. 1767)
- 1743 – Dydak z Kadyksu, hiszpański kapucyn, błogosławiony (zm. 1801)
- 1746 – Francisco Goya, hiszpański malarz (zm. 1828)
- 1750 – John Stafford Smith, brytyjski kompozytor (zm. 1836)
- 1754 – Jean-François Pilâtre de Rozier, francuski nauczyciel chemii i fizyki, pionier baloniarstwa (zm. 1785)
- 1793:
  - Juan Manuel de Rosas, argentyński generał, polityk (zm. 1877)
  - Jan Schimser, polski rzeźbiarz pochodzenia austriackiego (zm. 1856)
- 1797 – Heinrich Wilhelm Krausnick, niemiecki prawnik, polityk, nadburmistrz Berlina (zm. 1882)
- 1799 – August Tholuck, niemiecki teolog protestancki (zm. 1877)
- 1816 – Ludwik Szwede, polski przedsiębiorca, działacz społeczny (zm. 1901)
- 1818 – Friedrich Wilhelm Raiffeisen, niemiecki działacz spółdzielczy (zm. 1888)
- 1820:
  - Anna Sewell, brytyjska pisarka (zm. 1878)
  - Andrej Sládkovič, słowacki poeta (zm. 1872)
- 1821 – François-Léon Bénouville, francuski malarz (zm. 1859)
- 1833 – Charles Horton Peck, amerykański mikolog (zm. 1917)
- 1838 – Kornel Kozłowski, polski etnograf, historyk (zm. 1904)
- 1840 – Charles Booth, brytyjski reformator społeczny, filantrop (zm. 1916)
- 1844 – Paul Verlaine, francuski poeta (zm. 1896)
- 1848 – Franz Schnopfhagen, austriacki patolog, psychiatra, neuroanatom (zm. 1925)
- 1850 – Richard Klebs, niemiecki geolog, paleontolog, badacz bursztynu, farmaceuta (zm. 1911)
- 1853 – Vincent van Gogh, holenderski malarz (zm. 1890)
- 1857:
  - Józef Ruiz Bruixola, hiszpański duchowny katolicki, męczennik, błogosławiony (zm. 1936)
  - Gabriela Zapolska, polska aktorka, dramatopisarka, powieściopisarka, publicystka (zm. 1921)
- 1858 – Katarzyna Radziwiłłowa, polska publicystka, pamiętnikarka, pisarka (zm. 1941)
- 1862 – Joanna María Condesa Lluch, hiszpańska zakonnica, błogosławiona (zm. 1916)
- 1863 – Joseph Caillaux, francuski polityk, premier Francji (zm. 1944)
- 1865 – Gwidon Maria Conforti, włoski duchowny katolicki, arcybiskup Rawenny, biskup Parmy, święty (zm. 1931)
- 1868 – Koloman Moser, austriacki malarz, grafik (zm. 1918)
- 1874 – Charles Lightoller, brytyjski marynarz (zm. 1952)
- 1879 – Bernhard Schmidt, niemiecki optyk, astronom (zm. 1935)
- 1880:
  - Seán O’Casey, irlandzki dramaturg, eseista, socjalista (zm. 1964)
  - Walter Short, amerykański generał (zm. 1949)
  - Roman Sitko, polski duchowny katolicki, męczennik, błogosławiony (zm. 1942)
  - Otto Heyer, niemiecki kapitan górniczy urzędu górniczego w Bonn (zm. 1945)
- 1881 – Juliusz Rudnicki, polski matematyk, pedagog (zm. 1948)
- 1882:
  - Władysław Derdacki, polski architekt (zm. 1951)
  - Emma Jung, szwajcarska psychoanalityk (zm. 1955)
  - Melanie Klein, brytyjska psycholog, psychoanalityk pochodzenia austriackiego (zm. 1960)
- 1885:
  - Charles Poulenard, francuski lekkoatleta, sprinter i średniodystansowiec (zm. 1958)
  - Jan Turczynowicz, polski prawnik, samorządowiec, prezydent Lublina (zm. 1934)
- 1886:
  - Jan Chodorowski, polski oficer, kawaler Orderu Virtuti Militari (zm. 1917 lub 1918)
  - Jan Kinel, polski entomolog (zm. 1950)
  - Stanisław Leśniewski, polski filozof, logik, matematyk (zm. 1939)
- 1888 – Anna Q. Nilsson, szwedzka aktorka (zm. 1974)
- 1889:
  - Herman Bing, niemiecki aktor, komik (zm. 1947)
  - Herbert Gilles Watson, australijski pilot wojskowy, as myśliwski (zm. 1942)
- 1890 – Juliusz Kleeberg, polski generał brygady (zm. 1970)
- 1891 – Mieczysław Biernacki, polski matematyk, chemik (zm. 1959)
- 1892:
  - Stefan Banach, polski matematyk, wykładowca akademicki (zm. 1945)
  - Fortunato Depero, włoski malarz, rzeźbiarz, pisarz, projektant (zm. 1960)
  - Erhard Milch, niemiecki pilot wojskowy i cywilny, feldmarszałek (zm. 1972)
  - Erwin Panofsky, niemiecki historyk sztuki, eseista pochodzenia żydowskiego (zm. 1968)
  - Sidney Souers, amerykański admirał (zm. 1973)
  - Bolesław Zając, polski oficer (zm. 1940)
- 1893:
  - Theodor Krancke, niemiecki admirał (zm. 1973)
  - Zofia Vetulani, polska urzędniczka państwowa (zm. 1981)
- 1894:
  - Nikołaj Barabaszow, radziecki astronom, wykładowca akademicki (zm. 1971)
  - Thomas Green, brytyjski lekkoatleta, chodziarz (zm. 1975)
  - Siergiej Iljuszyn, radziecki konstruktor lotniczy (zm. 1977)
  - Roman Markuszewicz, polski psychiatra, neurolog, psychoanalityk (zm. 1946)
  - Bolesław Zarako-Zarakowski, polski i radziecki generał (zm. 1963)
- 1895 – Jean Giono, francuski pisarz (zm. 1970)
- 1897 – Martin Hindorff, szwedzki żeglarz sportowy (zm. 1969)
- 1898:
  - Horace Brown, amerykański lekkoatleta, długodystansowiec (zm. 1983)
  - Jan Dąb-Kocioł, polski ekonomista, polityk, minister rolnictwa (zm. 1976)
- 1899 – Cyril Radcliffe, brytyjski arystokrata, prawnik (zm. 1977)
- 1900 – Santos Urdinarán, urugwajski piłkarz (zm. 1979)
- 1901:
  - Aleksiej Fiodorow, radziecki generał, polityk (zm. 1989)
  - Aleksiej Kurkin, radziecki generał pułkownik wojsk pancernych (zm. 1948)
  - Siergiej Roginski, radziecki generał lejtnant (zm. 1960)
  - Aleksiej Żadow, radziecki generał armii (zm. 1977)
- 1902:
  - Brooke Astor, amerykańska filantropka (zm. 2007)
  - Jan Doležal, czeski psycholog, wykładowca akademicki (zm. 1965)
- 1904:
  - Aleksandra Maria da Costa, portugalska mistyczka, błogosławiona (zm. 1955)
  - Wincenty Fryszczyn, polski kapitan artylerii, lekkoatleta, skoczek wzwyż (zm. 1940)
  - Edgar P. Jacobs, belgijski autor komiksów (zm. 1987)
  - Władysław Kiepura, polski śpiewak operowy (tenor) (zm. 1998)
  - Wilfred White, brytyjski jeździec sportowy (zm. 1995)
- 1905:
  - Mikio Oda, japoński lekkoatleta, trójskoczek (zm. 1998)
  - Albert Pierrepoint, brytyjski kat (zm. 1992)
- 1906 – Czesław Lechicki, polski religioznawca, prasoznawca, publicysta (zm. 2001)
- 1907:
  - Helena Czernek, polska nauczycielka, bibliotekarka, działaczka społeczna (zm. 1991)
  - Jan Krenz-Mikołajczak, polski wioślarz (zm. 2002)
  - Mieczysław Łapa, polski kapitan lotnictwa (zm. 1981)
  - Jarosław Skulski, polski aktor (zm. 1977)
- 1908:
  - Paul-Louis Carrière, francuski duchowny katolicki, biskup Laval (zm. 2008)
  - Józef Nycz, polski prawnik, urzędnik, podporucznik rezerwy (zm. 1940)
  - Olle Rinman, szwedzki żeglarz sportowy (zm. 1985)
  - Witold Urbanowicz, polski generał brygady pilot, as myśliwski, pamiętnikarz (zm. 1996)
- 1909 – Ernst Gombrich, austriacki historyk sztuki (zm. 2001)
- 1910 – Józef Marcinkiewicz, polski porucznik rezerwy, matematyk (zm. 1940)
- 1911:
  - Ekrem Akurgal, turecki archeolog (zm. 2002)
  - Heini Dittmar, niemiecki pilot szybowcowy i doświadczalny, konstruktor lotniczy (zm. 1960)
  - Adolf Konto, fiński żeglarz sportowy (zm. 1965)
- 1913:
  - Marc Davis, amerykański animator (zm. 2000)
  - Richard Helms, amerykański oficer wywiadu (zm. 2002)
  - Frankie Laine, amerykański piosenkarz pochodzenia włoskiego (zm. 2007)
  - Rudolf Noack, niemiecki piłkarz (zm. 1947)
  - Ċensu Tabone, maltański polityk, prezydent Malty (zm. 2012)
- 1914:
  - Charles Green, brytyjski bobsleista (zm. 1999)
  - Sonny Boy Williamson I, amerykański muzyk bluesowy, wirtuoz harmonijki ustnej (zm. 1948)
- 1915:
  - Jadwiga Andrzejewska, polska aktorka (zm. 1977)
  - Arsenio Erico, paragwajski piłkarz (zm. 1977)
  - Francisco Sabaté Llopart, hiszpański anarchista (zm. 1960)
- 1917 – Alec Stock, angielski piłkarz, menedżer (zm. 2001)
- 1918 – Joaquín Gutiérrez, kostarykański poeta, prozaik, dziennikarz, polityk (zm. 2000)
- 1919:
  - McGeorge Bundy, amerykański polityk (zm. 1996)
  - Ossie Schectman, amerykański koszykarz pochodzenia żydowskiego (zm. 2013)
- 1920:
  - Aleksiej Aleljuchin, radziecki generał major pilot, as myśliwski (zm. 1990)
  - Krystyna Cękalska, polska malarka, rysowniczka (zm. 2011)
  - Endre Győrfi, węgierski piłkarz wodny, bramkarz (zm. 1992)
  - Jan Hymczak, polski piłkarz, trener (zm. 2010)
  - Tadeusz Lipski, polski podporucznik, uczestnik podziemia antykomunistycznego
- 1921:
  - Stanisław Burza-Karliński, polski generał brygady (zm. 2015)
  - Tony Honore, brytyjski prawnik (zm. 2019)
  - José Sepúlveda Ruiz-Velasco, meksykański duchowny katolicki, biskup Tuxtla Gutiérrez i San Juan de los Lagos (zm. 2017)
- 1922:
  - Stanisław Dąbrowski, polski psychiatra (zm. 2012)
  - Virgilio Noè, włoski kardynał (zm. 2011)
- 1923:
  - Leon Tadeusz Błaszczyk, polski filolog klasyczny, muzykolog, historyk sztuki i kultury (zm. 2016)
  - Jerzy Litwiniuk, polski poeta, tłumacz (zm. 2012)
  - Wojciech Maciejewski, polski reżyser radiowy (zm. 2018)
  - Zdzisław Unieszowski, polski podporucznik AK, uczestnik powstania warszawskiego (zm. 1944)
  - Stanisław Wyłupek, polski inżynier, polityk, minister przemysłu maszyn ciężkich i rolniczych (zm. 2015)
- 1924:
  - Fred Flannery, australijski i kanadyjski zapaśnik (zm. 2012)
  - Józef Uznański, polski kurier, ratownik i przewodnik tatrzański (zm. 2012)
- 1925:
  - Cecilia Berdichevski, argentyńska programistka komputerowa (zm. 2010)
  - Bernard Morel, francuski szermierz, szablista (zm. 2023)
- 1926:
  - Ingvar Kamprad, szwedzki przedsiębiorca, założyciel firmy IKEA (zm. 2018)
  - Łarisa Wolpert, estońska szachistka (zm. 2017)
- 1927:
  - Egon Günther, niemiecki reżyser i scenarzysta filmowy (zm. 2017)
  - William J. Keating, amerykański polityk (zm. 2020)
  - Leonid Sitko, rosyjski poeta, prozaik, tłumacz, publicysta (zm. 2007)
- 1928:
  - Robert Badinter, francuski prawnik, polityk, minister sprawiedliwości, prezes Rady Konstytucyjnej (zm. 2024)
  - Mario Llamas, meksykański tenisista (zm. 2014)
  - Tom Sharpe, brytyjski pisarz, nauczyciel akademicki (zm. 2013)
- 1929 – István Rózsavölgyi, węgierski lekkoatleta, średniodystansowiec (zm. 2012)
- 1930:
  - John Astin, amerykański aktor
  - Philippe Fanoko Kossi Kpodzro, togijski duchowny katolicki, biskup Atakpamé, arcybiskup Lomé (zm. 2024)
  - Wiesław Pyda, polski scenarzysta i operator filmowy (zm. 2006)
- 1931:
  - Ernest Glinne, belgijski i waloński samorządowiec, polityk (zm. 2009)
  - Amos Mariani, włoski piłkarz, trener (zm. 2007)
  - Aleksiej Sorokin, radziecki podpułkownik służb medycznych, kosmonauta (zm. 1976)
  - Zbigniew J. Wójcik, polski geolog, speleolog, wykładowca akademicki
- 1932:
  - Anna Drzewicka, polska romanistka, profesor nauk humanistycznych (zm. 2018)
  - Giennadij Juchtin, rosyjski aktor (zm. 2022)
  - Zygmunt Wroński, polski górnik, działacz partyjny (zm. 2017)
- 1933:
  - Jerzy Dąbrowski, polski dziennikarz radiowy, poeta, satyryk, bajkopisarz, autor tekstów piosenek (zm. 1992)
  - Bogusław Mach, polski aktor (zm. 2018)
  - Joe Ruby, amerykański animator, scenarzysta i producent filmowy i telewizyjny (zm. 2020)
- 1934:
  - Mahmut Atalay, turecki zapaśnik (zm. 2004)
  - Hans Hollein, austriacki architekt (zm. 2014)
  - Rolf Rämgård, szwedzki biegacz narciarski, polityk
- 1935:
  - Józef Golec, polski pedagog, działacz społeczny, twórca ekslibrisów, esperantysta (zm. 2017)
  - Kōji Kamoji, japoński malarz, twórca instalacji
- 1937:
  - Warren Beatty, amerykański aktor, reżyser, producent i scenarzysta filmowy
  - Ryszard Kotewicz, polski historyk, muzealnik, archiwista, nauczyciel akademicki (zm. 1997)
  - Michel Modo, francuski aktor, komik (zm. 2008)
  - Philippe Stevens, belgijski duchowny katolicki, arcybiskup Maroua-Mokolo (zm. 2021)
  - Stanley Wojcicki, amerykański fizyk pochodzenia polskiego (zm. 2023)
- 1938:
  - Amancio Escapa Aparicio, hiszpański duchowny katolicki, biskup pomocniczy Santo Domingo (zm. 2017)
  - Zofia Merle, polska aktorka (zm. 2023)
  - Tadeusz Rakoczy, polski duchowny katolicki, biskup diecezjalny bielsko-żywiecki
  - Klaus Schwab, niemiecki inżynier i ekonomista
  - Chiyoko Shimakura, japońska aktorka, piosenkarka (zm. 2013)
- 1939:
  - Donald Adamson, brytyjski historyk, krytyk literacki, biograf, tłumacz (zm. 2024)
  - Stefan Cichy, polski duchowny katolicki, biskup legnicki
  - Robert Herbin, francuski piłkarz, trener (zm. 2020)
  - Krystyna Kołodziejczyk, polska aktorka (zm. 2021)
  - Wojciech Kostowski, polski farmakolog, psychofarmakolog, profesor nauk medycznych (zm. 2023)
  - Krzysztof Kruszewski, polski pedagog, polityk, minister oświaty i wychowania (zm. 2015)
  - Claudette Masdammer, gujańska lekkoatletka, skoczkini w dal i sprinterka (zm. 2013)
- 1940:
  - Astrud Gilberto, brazylijska wokalistka jazzowa (zm. 2023)
  - Jerry Lucas, amerykański koszykarz
  - Pedro Shimose, boliwijski poeta, eseista, publicysta, kompozytor
  - Uwe Timm, niemiecki pisarz
- 1941:
  - Graeme Edge, brytyjski perkusista, członek zespołu The Moody Blues (zm. 2021)
  - Sven Hamrin, szwedzki kolarz szosowy (zm. 2018)
  - Wolfgang Hofmann, niemiecki judoka (zm. 2020)
- 1942:
  - Zbigniew Bizoń, polski kompozytor, saksofonista, wokalista, założyciel zespołu Bizony
  - Ruben Kun, naurański polityk, prezydent Nauru (zm. 2014)
  - Jan Olsson, szwedzki piłkarz
  - Jan Ryś, polski siatkarz, trener
  - Cor Schuuring, holenderski kolarz szosowy i torowy
  - Wacław Tkaczuk, polski dziennikarz radiowy, krytyk literacki, poeta (zm. 2018)
  - Kenneth Welsh, kanadyjski aktor (zm. 2022)
- 1943:
  - Sarah Badel, brytyjska aktorka
  - Jean-Louis Ravelomanantsoa, madagaskarski lekkoatleta, sprinter (zm. 2016)
  - José Vantolrá, meksykański piłkarz
- 1944:
  - Giorgio Carollo, włoski polityk, eurodeputowany
  - Ivars Ķezbers, łotewski historyk, politolog, wykładowca akademicki, polityk (zm. 1997)
  - Andrzej Kicman, polski inżynier, samorządowiec, prezydent Legionowa
  - Małgorzata Kościelska, polska psycholog, psychoterapeutka, profesor nauk humanistycznych
- 1945:
  - Eric Clapton, brytyjski muzyk rockowy i bluesowy, gitarzysta, wokalista, kompozytor
  - Andriej Tołubiejew, rosyjski aktor (zm. 2008)
- 1946:
  - Werner Friese, niemiecki piłkarz (zm. 2016)
  - Dori Ghezzi, włoska piosenkarka
  - Tony Hurt, nowozelandzki wioślarz
  - Barbara Hyla-Makowska, polska nauczycielka, polityk, poseł na Sejm RP (zm. 2022)
  - Arsienij Roginski, rosyjski historyk, polityk, przewodniczący Stowarzyszenia „Memoriał“ (zm. 2017)
- 1947:
  - Roberto Formigoni, włoski polityk
  - Piotr Grabowski, polski aktor (zm. 1998)
  - Ryszard Kotla, polski dziennikarz, historyk, nauczyciel, działacz turystyczny
  - Marian Lichtman, polski wokalista, perkusista, kompozytor, członek zespołu Trubadurzy
  - Bogdan Matławski, polski kulturoznawca, etnolog, etnomuzykolog (zm. 2020)
  - Dick Roche, irlandzki polityk
  - Janusz Ślesak, polski nauczyciel, polityk, poseł na Sejm RP
  - Jaime Vieira Rocha, brazylijski duchowny katolicki, arcybiskup Natalu
- 1948:
  - Eddie Jordan, irlandzki przedsiębiorca, założyciel zespołu F1 Jordan Grand Prix (zm. 2025)
  - Method Kilaini, tanzański duchowny katolicki, biskup pomocniczy Bukoby
- 1949:
  - Peter Kienast, austriacki bobsleista
  - Eric Swinkels, holenderski strzelec sportowy
- 1950:
  - Hanna Bakuła, polska malarka, scenograf, kostiumolog
  - Joseph Cali, amerykański aktor, producent muzyczny
  - Robbie Coltrane, brytyjski aktor, komik (zm. 2022)
  - Gerry Connolly, amerykański polityk (zm. 2025)
  - David Janson, brytyjski aktor
  - LaRue Martin, amerykański koszykarz
  - Wilner Nazaire, haitański piłkarz
- 1951:
  - Klaus-Jürgen Grünke, niemiecki kolarz torowy
  - Jyrki Nieminen, fiński piłkarz
  - Siergiej Tierieszczenko, kazachski polityk, premier Kazachstanu (zm. 2023)
  - Anton Tkáč, słowacki kolarz torowy (zm. 2022)
  - Petyr Welikow, bułgarski szachista
- 1952:
  - Jose Advincula, filipiński duchowny katolicki, arcybiskup Capiz
  - Stuart Dryburgh, brytyjski operator filmowy
  - Mikko Huhtala, fiński zapaśnik
- 1953:
  - Phil Bates, brytyjski gitarzysta, wokalista, kompozytor
  - Mieczysław Kasprzak, polski ekonomista, polityk, poseł na Sejm RP
  - Nelo Vingada, portugalski trener piłkarski
- 1955:
  - Daniel Fanego, argentyński aktor (zm. 2024)
  - Zbigniew Jankowski, polski lekkoatleta, płotkarz
  - Tadashi Mihara, japoński bokser
- 1956:
  - Jan Antonowicz, polski polityk, rolnik, senator RP
  - Stanisław Barej, polski zapaśnik
  - Philippe Boyer, francuski kolarz torowy
  - Ireneusz Mulak, polski koszykarz
  - Juanito Oiarzabal, hiszpański himalaista
- 1957:
  - Brenda Boykin, amerykańska wokalistka jazzowa i bluesowa
  - Péter Hannich, węgierski piłkarz
  - Jelena Kondakowa, rosyjska kosmonautka
  - Marie-Christine Koundja, czadyjska pisarka, dyplomatka
  - Paul Reiser, amerykański aktor, komik, pisarz
- 1958:
  - Gilles Andruet, francuski szachista (zm. 1995)
  - Maurice LaMarche, kanadyjski aktor
  - Tadeusz Szymków, polski aktor (zm. 2009)
  - Joanna Wronecka, polska arabistka, dyplomatka
- 1959:
  - Kevin Brooks, brytyjski pisarz
  - Gerard Gordeau, holenderski zawodnik sportów walki
  - Josef Grunfeld, izraelski montażysta filmowy
  - Curzio Maltese, włoski dziennikarz, publicysta, polityk, eurodeputowany (zm. 2023)
  - Gerard Plessers, belgijski piłkarz
- 1960:
  - Péter Disztl, węgierski piłkarz, bramkarz
  - Laurie Graham, kanadyjska narciarka alpejska
  - Robert Jaszewski, polski gitarzysta basowy
  - Bill Johnson, amerykański narciarz alpejski (zm. 2016)
  - Piotr Koper, polski pilot komunikacyjny i sportowy (zm. 2017)
  - Christoph M. Ohrt, niemiecki aktor
- 1961:
  - Andrzej Ignatowski, polski dziennikarz, autor tekstów piosenek
  - Mike Thackwell, nowozelandzki kierowca wyścigowy
- 1962:
  - Adrianna Biedrzyńska, polska aktorka, piosenkarka
  - MC Hammer, amerykański raper
  - Alette Pos, holenderska hokeistka na trawie
  - Gary Stevens, angielski piłkarz
- 1963:
  - Cachiagijn Elbegdordż, mongolski polityk, premier i prezydent Mongolii
  - Massimo Fusarelli, włoski duchowny katolicki, patrolog, generał zakonu franciszkanów
  - Andriej Martiemjanow, rosyjski hokeista, trener (zm. 2025)
  - Ołeksij Mychajłyczenko, ukraiński piłkarz
- 1964:
  - Tracy Chapman, amerykańska piosenkarka, kompozytorka
  - Mauro Galvano, włoski bokser
  - Ian Ziering, amerykański aktor
- 1965:
  - Jacqueline Börner, niemiecka łyżwiarka szybka
  - Juliet Landau, amerykańska aktorka
  - Karel Nováček, czeski tenisista
  - Keith Williams, amerykański koszykarz
- 1966:
  - Joey Castillo, amerykański perkusista, członek zespołów: Sugartooth, Danzig, Zilch, Queens of the Stone Age i California Breed
  - Efstratios Griwas, grecki szachista, trener
  - Daniel Henriques, portugalski duchowny katolicki, biskup pomocniczy patriarchatu Lizbony (zm. 2022)
  - Grzegorz Nowak, polski fotograf, scenograf, producent teatralny
  - Piotr Pawłowski, polski działacz społeczny (zm. 2018)
  - Éric Pichon, francuski kolarz szosowy (zm. 2012)
  - Ángel Víctor Torres, hiszpański polityk, prezydent Wysp Kanaryjskich
  - Leonid Wołoszyn, rosyjski lekkoatleta, trójskoczek
- 1967:
  - Albert-László Barabási, węgierski fizyk, wykładowca akademicki
  - Christopher Bowman, amerykański łyżwiarz figurowy (zm. 2008)
  - Nagesh Kukunoor, indyjski aktor, reżyser, scenarzysta i producent filmowy
  - Robert Ligiewicz, polski perkusista, członek zespołu Hey
  - Gerald McCullouch, amerykański wokalista, aktor, reżyser i scenarzysta filmowy pochodzenia irlandzkiego
  - Ewa Sonnenberg, polska poetka
  - Jakub Ulewicz, polski aktor (zm. 2023)
  - Steven Vandeput, belgijski i flamandzki polityk
- 1968:
  - Donna D’Errico, amerykańska aktorka, modelka
  - Céline Dion, kanadyjska piosenkarka, kompozytorka, autorka tekstów
  - Roland Kickinger, austriacki kulturysta, aktor
  - Gilson Kleina, brazylijski trener piłkarski
- 1969:
  - Troy Bayliss, australijski motocyklista wyścigowy
  - Rosa D’Amato, włoska polityk
  - Nuša Derenda, słoweńska piosenkarka
  - Grzegorz Górny, polski dziennikarz, publicysta
  - Keith Holmes, amerykański bokser
  - Susan Juby, kanadyjska pisarka
  - Per Pedersen, duński piłkarz
  - Yayoi Urano, japońska zapaśniczka
  - Artur Zawisza, polski polityk, poseł na Sejm RP
- 1970:
  - Ronen Harazi, izraelski piłkarz
  - Damon Herriman, australijski aktor
  - Marek Mierzwiński, polski trener siatkarski
  - Stéphane Ortelli, monakijski kierowca wyścigowy
  - Camilo Romero, meksykański piłkarz, trener
  - Signe Trosten, norweska biathlonistka
  - Katarzyna Wasilkowska, polska autorka literatury dziecięcej, tłumaczka
- 1971:
  - Mark Consuelos, hiszpański aktor
  - Mari Holden, amerykańska kolarka szosowa
  - Carlton Myers, włoski koszykarz pochodzenia brytyjskiego
  - Fabrizio de Simone, włoski kierowca wyścigowy
  - Dmitrij Zatonski, rosyjski hokeista
- 1972:
  - Mili Awital, izraelsko-amerykańska aktorka
  - Wojciech Górski, polski piłkarz, trener
  - John Harold Lozano, kolumbijski piłkarz
  - Karel Poborský, czeski piłkarz
  - Emerson Thome, brazylijski piłkarz
- 1973:
  - Jauhienij Abalenski, białoruski inżynier elektryk, polityk
  - Rafał Górak, polski piłkarz, trener
  - Jan Koller, czeski piłkarz
  - Matthew Pritchard, walijski aktor
  - Sophie von Saldern, niemiecka koszykarka
  - Eugeniusz Tudzież, polski żużlowiec
- 1974:
  - Tomislav Butina, chorwacki piłkarz, bramkarz
  - Shaun Dooley, brytyjski aktor
  - Bartosz Jurkowski, polski piłkarz, trener
  - Janusz Kaniewski, polski projektant samochodowy (zm. 2015)
  - Jakub Szydłowski, polski aktor musicalowy
- 1975:
  - Alija Bešić, luksemburski piłkarz, bramkarz pochodzenia bośniackiego
  - Dainius Gaižauskas, litewski polityk
  - Shojaat Ghane, irański szachista
  - Franck Jurietti, francuski piłkarz
  - Jurgita Petrauskienė, litewska działaczka oświatowa, polityk
  - Daliborka Vilipić, serbska koszykarka
- 1976:
  - Jessica Cauffiel, amerykańska aktorka
  - Ty Conklin, amerykański hokeista, bramkarz
  - Bernardo Corradi, włoski piłkarz
  - Obadele Thompson, barbadoski lekkoatleta, sprinter
- 1977:
  - Marc Gicquel, francuski tenisista pochodzenia tunezyjskiego
  - Antonio Langella, włoski piłkarz
  - Daniel Noriega, wenezuelski piłkarz
  - Anna Świątczak, polska piosenkarka
- 1978:
  - Agata Błażowska, polska łyżwiarka figurowa
  - Bok van Blerk, południowoafrykański piosenkarz
  - Paweł Czapiewski, polski lekkoatleta, średniodystansowiec
  - Mariusz Antoni Kamiński, polski pisarz, polityk, poseł na Sejm RP
  - Roberto Monzón, kubański zapaśnik
  - Pablopavo, polski wokalista, członek zespołów Vavamuffin i Zjednoczenie Sound System
  - Chris Paterson, szkocki rugbysta
  - Michael Schreiber, niemiecki skoczek narciarski
  - Yang Pu, chiński piłkarz
- 1979:
  - Daniel Arenas, kolumbijski aktor
  - Stéphane Grichting, szwajcarski piłkarz
  - Laura Huhtasaari, fińska polityk, eurodeputowana
  - Norah Jones, amerykańska piosenkarka
  - Giennadij Łalijew, kazachski zapaśnik
  - Anatolij Tymoszczuk, ukraiński piłkarz
  - Simon Webbe, brytyjski piosenkarz
  - Martijn Westerholt, holenderski muzyk i kompozytor
- 1980:
  - Roman Butenko, ukraiński piłkarz (zm. 2012)
  - Catarina Camufal, angolska koszykarka
  - Sławczo Georgiewski, macedoński piłkarz
  - Kristine Lunde-Borgersen, norweska piłkarka ręczna
  - Katrine Lunde-Haraldsen, norweska piłkarka ręczna, bramkarka
  - Adam Lisewski, polski koszykarz
  - Ricardo Osorio, meksykański piłkarz
  - Dragan Šolak, serbski szachista
  - Paula Ungureanu, rumuńska piłkarka ręczna, bramkarka
- 1981:
  - Adrian Czerwonka, polski koszykarz
  - Dominic Hassler, austriacki piłkarz
  - Julija Łapszynowa, ukraińska koszykarka
  - Jens-Erik Madsen, duński kolarz torowy i szosowy
  - Andrea Masi, włoski rugbysta
  - Katy Mixon, amerykańska aktorka
  - Siergiej Moziakin, rosyjski hokeista
  - Vitor Nóbrega, brazylijski zawodnik MMA
  - Fabian van Olphen, holenderski piłkarz
  - Agnieszka Vetulani-Cęgiel, polska politolog, wykładowca akademicki
- 1982:
  - Gustavo Canales, chilijski piłkarz pochodzenia argentyńskiego
  - Christopher Del Bosco, kanadyjski narciarz dowolny pochodzenia amerykańskiego
  - Jason Dohring, amerykański aktor
  - Mark Hudson, angielski piłkarz
  - Philippe Mexès, francuski piłkarz
  - Jure Natek, słoweński piłkarz ręczny
  - Kevon Pierre, trynidadzko-tobagijski lekkoatleta, sprinter
  - Sabrina, portugalska piosenkarka
  - Aleksandra Shelton, polska i amerykańska szablistka
  - Eneda Tarifa, albańska piosenkarka, prezenterka telewizyjna
  - Jiří Lipták, czeski strzelec sportowy
- 1983:
  - Daouda Diakité, burkiński piłkarz, bramkarz
  - Holger Glandorf, niemiecki piłkarz ręczny
  - James Goddard, brytyjski pływak
  - Margaret Hoelzer, amerykańska pływaczka
  - Britta Norgren, szwedzka biegaczka narciarska
  - Sarah Stevenson, brytyjska taekwondzistka
  - Hebe Tien, tajwańska piosenkarka, aktorka
  - Linnea Torstenson, szwedzka piłkarka ręczna
  - Yeom Ki-hun, południowokoreański piłkarz
- 1984:
  - Mario Ančić, chorwacki tenisista
  - Gabriela Buławczyk, polska siatkarka
  - Eddy De Lépine, francuski lekkoatleta, sprinter
  - Helena Mattsson, szwedzka aktorka
  - Victor Emilio Ramírez, argentyński bokser
  - Samantha Stosur, australijska tenisistka
  - Amanda Vazquez, portorykańska siatkarka
- 1985:
  - Gertjan Claes, belgijski siatkarz
  - Marco Frapporti, włoski kolarz szosowy
  - Aleksandar Jevtić, serbski piłkarz
  - Adrian Mroczek-Truskowski, polski koszykarz
  - Giacomo Ricci, włoski kierowca wyścigowy
- 1986:
  - Beni, japońska piosenkarka pochodzenia amerykańskiego
  - Edgar Bernhardt, kirgiski piłkarz
  - Manuel Bompard, francuski matematyk, polityk, eurodeputowany
  - Nicolai Ceban, mołdawski zapaśnik
  - Gary Coulibaly, francuski piłkarz pochodzenia malijskiego
  - Ryan Donk, holenderski piłkarz pochodzenia surinamskiego
  - Jamie McDonnell, brytyjski bokser
  - Robin Pecknold, amerykański wokalista, gitarzysta, członek zespołu Fleet Foxes
  - Sergio Ramos, hiszpański piłkarz
  - Yanelis Santos, kubańska siatkarka
- 1987:
  - Aziz Bouhaddouz, marokański piłkarz
  - Calum Elliot, szkocki piłkarz
  - Josie Gabuco, filipińska pięściarka
  - Heather Miller-Koch, amerykańska lekkoatletka, wieloboistka
  - Marc-Édouard Vlasic, kanadyjski hokeista pochodzenia chorwackiego
- 1988:
  - Zaur Kuramagomiedow, rosyjski zapaśnik
  - Liza Li, niemiecka piosenkarka
  - Sven Michel, szwajcarski curler
  - Tanasis Papazoglu, grecki piłkarz
- 1989:
  - Finnur Justinussen, farerski piłkarz
  - Julija Kutiukowa, rosyjska siatkarka
  - Wang Lin, chińska badmintonistka
  - Chris Sale, amerykański baseballista
  - João Sousa, portugalski tenisista
- 1990:
  - Merveille Lukeba, brytyjski aktor pochodzenia kongijskiego
  - Cassie Scerbo, amerykańska piosenkarka, aktorka, tancerka
  - Rodney Strasser, sierraleoński piłkarz
- 1991:
  - AronChupa, szwedzki didżej, piosenkarz, producent muzyczny, autor tekstów, piłkarz
  - Natoya Goule, jamajska lekkoatletka, sprinterka i biegaczka średniodystansowa
  - Dawit Marsagiszwili, gruziński zapaśnik
  - Lynique Prinsloo, południowoafrykańska lekkoatletka, skoczkini w dal
- 1992:
  - Stuart Armstrong, szkocki piłkarz
  - Alhassane Bangoura, gwinejski piłkarz
  - Anastasija Bodnaruk, rosyjska szachistka
  - Abdoulaye Diallo, senegalski piłkarz, bramkarz
  - Alesia Kuzniecowa, rosyjska judoczka
- 1993:
  - Ron Baker, amerykański koszykarz
  - Casper von Folsach, duński kolarz szosowy i torowy
  - Ji Soo, południowokoreański aktor
  - Kiah Stokes, amerykańska koszykarka
  - Tim Väyrynen, fiński piłkarz
- 1994:
  - Walentin Christow, azersko-bułgarski sztangista
  - Peter Jok, południowosudański koszykarz
  - Sam Magri, angielsko-maltański piłkarz
  - Kristijan Malinow, bułgarski piłkarz
  - Joanis Papapetru, grecki koszykarz
  - Aneta Rydz, polska lekkoatletka, skoczkini wzwyż
  - Jetro Willems, holenderski piłkarz pochodzenia antylskiego
- 1995:
  - Hidde Boswinkel, holenderski siatkarz
  - Klaudia Muchlada, polska lekkoatletka, wieloboistka
  - Arthur Szwarc, kanadyjski siatkarz pochodzenia polskiego
- 1996:
  - Nayef Aguerd, marokański piłkarz
  - Dmytro Bezruk, ukraiński piłkarz, bramkarz
- 1997:
  - Admiral Schofield, amerykański koszykarz
  - Wang Lina, chińska pięściarka
  - Igor Zubeldia, hiszpański piłkarz
- 1998:
  - Maciej Grynienko, polski lekkoatleta, skoczek wzwyż
  - Matej Oravec, słowacki piłkarz
- 1999:
  - Jaylen Hoard, francuski koszykarz
  - Jota, portugalski piłkarz
  - Łukasz Kamiński, polski hokeista
  - Karolina Matkowska, polska koszykarka
  - Carlos Martínez, kostarykański piłkarz
  - Ajperi Medet kyzy, kirgiska zapaśniczka
- 2001:
  - Giovanni Franzoni, włoski narciarz alpejski
  - Anastasija Potapowa, rosyjska tenisistka
  - Chouaib Sahraoui, algierski zapaśnik
- 2002 – Michał Rakoczy, polski piłkarz
- 2003 – Miné de Klerk, południowoafrykańska lekkoatletka, dyskobolka i kulomiotka
- 2004:
  - Julia Chmielarska, polska piosenkarka, kompozytorka, autorka tekstów
  - Juraj Slafkovský, słowacki hokeista
- 2006 – Jason Colby, amerykański skoczek narciarski
- 2008 – Feliks Matecki, polski aktor dziecięcy, muzyk

## Zmarli
- 988 – Arnulf II Młodszy, hrabia Flandrii (ur. 960 lub 961)
- 1202 – Joachim z Fiore, włoski cysters, teolog, mistyk (ur. 1130–1135)
- 1278 – Mikołaj, polski duchowny katolicki, biskup poznański (ur. ?)
- 1407 – Konrad von Jungingen, wielki mistrz zakonu krzyżackiego (ur. ok. 1355)
- 1456 – Piotr Regalado, hiszpański franciszkanin, święty (ur. 1390)
- 1472 – Amadeusz IX, książę Sabaudii i Piemontu, błogosławiony (ur. 1435)
- 1501 – Henryk III von Trockau, niemiecki duchowny katolicki, biskup Bambergu (ur. przed 1451)
- 1519 – Blanka de Montferrat, księżna Sabaudii i Piemontu, hrabina Aosty i Maurienne, tytularna królowa Cypru i Jerozolimy, margrabini Saluzzo (ur. 1472)
- 1526 – Mutianus Rufus, niemiecki humanista, pisarz (ur. 1470)
- 1559 – Adam Ries, niemiecki matematyk (ur. 1492)
- 1586 – Anna Wittelsbach, księżniczka Palatynatu-Veldenz, margrabina Badenii-Durlach (ur. 1540)
- 1614 – Jan Zamoyski, polski duchowny katolicki, arcybiskup metropolita lwowski (ur. ?)
- 1620 – Antonio Maria Galli, włoski kardynał (ur. 1553)
- 1642 – Wilhelm August, książę Lüneburga-Harburga (ur. 1564)
- 1652 – Hieronim Radomicki, polski szlachcic, polityk (ur. 1596)
- 1654:
  - Aleksander Ludwik Radziwiłł, marszałek wielki litewski (ur. 1594)
  - Tomasz Kazimierz Sapieha, oboźny wielki litewski (ur. 1621)
- 1655 – James Stewart, szkocki arystokrata, polityk (ur. 1612)
- 1662 – François Le Métel de Boisrobert, francuski poeta, dramaturg (ur. 1589)
- 1664 – Guru Har Krishan, ósmy sikhijski guru (ur. 1656)
- 1689 – Kazimierz Łyszczyński, polski szlachcic, żołnierz, filozof (ur. 1634)
- 1694 – Adam Borek, śląski szlachcic, ziemianin (ur. 1641)
- 1707 – Sebastian Vauban, francuski inżynier wojskowy, architekt, marszałek Francji (ur. 1633)
- 1725:
  - Filippo Bonanni, włoski jezuita, przyrodoznawca, zoolog (ur. 1638)
  - René de Froulay de Tessé, francuski dowódca wojskowy, dyplomata, marszałek Francji (ur. 1648)
- 1746 – Ignaz Kögler, niemiecki jezuita, misjonarz, uczony (ur. 1680)
- 1762 – Vincenzo Legrenzio Ciampi, włoski kompozytor (ur. 1719)
- 1764 – Pietro Locatelli, włoski kompozytor, skrzypek (ur. 1695)
- 1767 – Jan Krzysztof Glaubitz, polski architekt pochodzenia niemieckiego (ur. ok. 1700)
- 1770 – Manuel Mendes de Barbuda e Vasconcelos, portugalski poeta (ur. 1707)
- 1771:
  - Anton Joseph Hampel, niemiecki kompozytor, kornecista (ur. ok. 1711)
  - Sofroniusz Irkucki, rosyjski biskup prawosławny (ur. 1703)
- 1774 – Karolina Wittelsbach, księżniczka Palatynatu-Zweibrücken (ur. 1721)
- 1787 – Anna Amalia, księżniczka pruska (ur. 1723)
- 1789 – Jakub Gołąbek, polski kompozytor, śpiewak (ur. 1739)
- 1796:
  - Augusta Wilhelmina Maria, księżna Palatynatu-Zweibrücken (ur. 1765)
  - Engelbert François van Berckel, holenderski polityk (ur. 1726)
- 1797 – Franz Joseph Aumann, austriacki duchowny katolicki, kompozytor (ur. 1728)
- 1804 – Victor-François de Broglie, francuski dowódca wojskowy, marszałek Francji (ur. 1718)
- 1806 – Georgiana Cavendish, brytyjska arystokratka (ur. 1757)
- 1812 – Gunning Bedford Jr., amerykański prawnik, polityk (ur. 1747)
- 1830 – Ludwik I, wielki książę Badenii (ur. 1763)
- 1831 – Filippo Aurelio Visconti, włoski archeolog, historyk sztuki (ur. 1754)
- 1832 – Stephen Groombridge, brytyjski astronom (ur. 1755)
- 1840 – Beau Brummell, brytyjski dandys (ur. 1778)
- 1842 – Élisabeth Vigée-Lebrun, francuska malarka (ur. 1755)
- 1850:
  - John C. Calhoun, amerykański polityk, wiceprezydent USA (ur. 1782)
  - Maria Ciciszwili, królowa Kartlii i Kachetii (ur. 1768)
- 1853 – Abigail Fillmore, amerykańska pierwsza dama (ur. 1798)
- 1859 – William Home Lizars, szkocki malarz, grafik, grawer (ur. 1788)
- 1865 – Aleksander Duchnowicz, rusiński duchowny unicki, literat (ur. 1803)
- 1866:
  - Piotr Aumaitre, francuski misjonarz, męczennik, święty (ur. 1837)
  - Antoni Daveluy, francuski misjonarz, biskup, męczennik, święty (ur. 1818)
  - Marcin Huin, francuski misjonarz, męczennik, święty (ur. 1836)
  - Józef Chang Chu-gi, koreański męczennik i święty katolicki (ur. 1802)
  - Łukasz Hwang Sŏk-tu, koreański męczennik i święty katolicki (ur. 1811)
- 1871 – Ludwika Orańska, holenderska księżniczka, królowa Szwecji i Norwegii (ur. 1828)
- 1873 – Bénédict Morel, francuski psychiatra (ur. 1809)
- 1878 – Luigi Amat di San Filippo e Sorso, włoski kardynał (ur. 1796)
- 1879:
  - Thomas Couture, francuski malarz (ur. 1815)
  - Franciszek Szubert, polski ziemianin, urzędnik, działacz społeczny (ur. 1790)
- 1880 – Jan Kanty Działyński, polski działacz społeczny i polityczny (ur. 1829)
- 1882 – John Turvill Adams, amerykański prawnik, polityk, prozaik, poeta (ur. 1805)
- 1885 – Ludwik z Casorii, włoski franciszkanin, święty (ur. 1814)
- 1888 – Jan Józef Baranowski, polski wynalazca (ur. 1805)
- 1895:
  - Francisco de Paula Benavides y Navarrete, hiszpański duchowny katolicki, arcybiskup Saragossy, kardynał (ur. 1810)
  - Frederick Seymour, brytyjski admirał (ur. 1821)
- 1900:
  - Mikołaj Haratym, polski działacz niepodległościowy, uczestnik powstania styczniowego (ur. 1828)
  - Leonard Murialdo, włoski duchowny katolicki, święty (ur. 1828)
- 1901 – Wilhelm von Bismarck, niemiecki prawnik, polityk (ur. 1852)
- 1902 – Julius Koch, niemiecki wielkolud (ur. 1872)
- 1903 – Zofia Rudnicka, polska pisarka (ur. 1828)
- 1905:
  - Georg Meissner, niemiecki anatom, wykładowca akademicki (ur. 1829)
  - Jicchak Jaakow Rabinowicz, polski rabin (ur. ?)
  - Marie Souvestre, francuska pedagog, feministka, tłumaczka, filantropka (ur. 1830)
- 1908:
  - Aleksander Dworski, polski adwokat, polityk (ur. 1822)
  - Chester Gillette, amerykański morderca (ur. 1883)
- 1909 – Juliusz Szmula, polski działacz narodowy, polityk (ur. 1829)
- 1911 – Pellegrino Artusi, włoski kupiec pisarz, autor książek kucharskich (ur. 1820)
- 1912:
  - Karl May, niemiecki pisarz (ur. 1842)
  - William Watson McIntire, amerykański polityk (ur. 1850)
- 1914 – John Henry Poynting, brytyjski fizyk, wykładowca akademicki (ur. 1852)
- 1916 – Roman Szymanowski, polski ziemianin, urzędnik, polityk (ur. 1850)
- 1918:
  - Tadeusz Rutowski, polski ekonomista, dziennikarz, publicysta, polityk, samorządowiec, prezydent Lwowa (ur. 1852)
  - Despina Storch, turecka agentka wywiadu pochodzenia greckiego (ur. 1895)
- 1919 – Józef Puzyna, polski matematyk, encyklopedysta, wykładowca akademicki (ur. 1856)
- 1922:
  - John Rogers, angielski rugbysta (ur. 1867)
  - Tadeusz Szczepanowski, polski porucznik saperów (ur. 1894)
- 1923 – Amandus Acker, niemiecki zakonnik, misjonarz (ur. 1848)
- 1925:
  - Paul Sinner, niemiecki fotograf (ur. 1838)
  - Rudolf Steiner, austriacki filozof, okultysta, mistyk, ezoteryk (ur. 1861)
- 1926:
  - Josef Kyrle, austriacki patolog, dermatolog, wykładowca akademicki (ur. 1880)
  - Romuald Mielczarski, polski działacz spółdzielczy i niepodległościowy (ur. 1871)
  - Narcisse Théophile Patouillard, francuski farmaceuta, mykolog (ur. 1854)
- 1927 – Juliusz Álvarez Mendoza, meksykański duchowny katolicki, męczennik, święty (ur. 1866)
- 1928 – Feliks Jabłczyński, polski chemik, grafik, malarz, pisarz (ur. 1865)
- 1929:
  - John Douglas-Scott-Montagu, brytyjski arystokrata, polityk (ur. 1866)
  - Michał (Jermakow), rosyjski biskup prawosławny (ur. 1862)
- 1931:
  - Ella Sophia Armitage, brytyjska historyk, archeolog (ur. 1841)
  - Emil Repphan, polski sukiennik, przemysłowiec, finansista, filantrop pochodzenia niemieckiego (ur. 1848)
- 1932 – Eduard Sievers, niemiecki filolog, mediewista, językoznawca, wykładowca akademicki (ur. 1850)
- 1933 – John Eisele, amerykański lekkoatleta, długodystansowiec (ur. 1884)
- 1934 – Ronald Munro-Ferguson, brytyjski polityk (ur. 1860)
- 1935:
  - Benigny Chmura, polski franciszkanin konwentualny, prezbiter, prowincjał (ur. 1848)
  - Arthur Steel-Maitland, brytyjski arystokrata, polityk (ur. 1876)
  - Władysław Sujkowski, polski inżynier technolog, oficer (ur. 1862)
- 1936:
  - Hermann Hefele, niemiecki historyk, historyk literatury, wykładowca akademicki (ur. 1885)
  - Conchita Supervía, hiszpańska śpiewaczka operowa (mezzosopran) (ur. 1895)
- 1937 – Philipp Rosenthal, niemiecki przemysłowiec, projektant (ur. 1855)
- 1938 – Dmitrij Ostrowski, rosyjski dyplomata (ur. 1856)
- 1939 – Stanisław Gołąb, polski prawnik, wykładowca akademicki (ur. 1978)
- 1940:
  - John Gilmour, brytyjski arystokrata, polityk (ur. 1876)
  - Józef Schulz, polski duchowny katolicki (ur. 1884)
  - Leo von Zumbusch, niemiecki dermatolog, wykładowca akademicki (ur. 1874)
- 1941:
  - Stanisław Cywiński, polski filozof, historyk literatury, wykładowca akademicki, dziennikarz (ur. 1887)
  - Herbert Freundlich, niemiecki fuzykochemik, wykładowca akademicki (ur. 1880)
  - Antonín Janoušek, czeski dziennikarz, polityk komunistyczny (ur. 1877)
  - Laurens Meintjes, południowoafrykański kolarz torowy (ur. 1868)
- 1942:
  - Gabriel Dubiel, polski pedagog, publicysta, działacz ruchu ludowego, polityk, poseł na Sejm RP, minister oświaty (ur. 1880)
  - Jan Jęczmyk, polski działacz społeczny, powstaniec śląski (ur. 1883)
  - Dominik Kaczyński, polski duchowny katolicki, męczennik, Sługa Boży (ur. 1886)
- 1943:
  - Jan Bytnar, polski działacz konspiracyjny, harcmistrz, podporucznik, żołnierz AK (ur. 1921)
  - Maciej Aleksy Dawidowski, polski działacz konspiracyjny, instruktor harcerski, podharcmistrz, sierżant podchorąży, żołnierz AK (ur. 1920)
  - Maria Restytuta Kafka, czeska zakonnica, męczennica, błogosławiona (ur. 1894)
  - Robert Resiger, polski drukarz, działacz społeczny (ur. 1861)
- 1944 – Franciszek Buczny, polski polityk, poseł na Sejm Ustawodawczy (ur. 1871)
- 1945:
  - Illia Hrel, radziecki podpułkownik (ur. 1902)
  - Andriej Pietriczenko, radziecki starszy sierżant (ur. 1922)
  - Janina Przysiężniak, polska łączniczka i sanitariuszka AK (ur. 1922)
  - Natalia Tułasiewicz, polska zakonnica, błogosławiona (ur. 1906)
  - Zygmunt Weyberg, polski mineralog, krystalograf, petrograf, chemik, wykładowca akademicki (ur. 1872)
- 1946 – Roman Martini, polski prawnik, prokurator (ur. 1909)
- 1947:
  - Vojtěch Bradáč, czeski piłkarz (ur. 1913)
  - Jan Karczewski, polski pisarz, satyryk, publicysta (ur. 1900)
  - Muhammad Qazi, kurdyjski polityk (ur. 1893)
- 1948 – Gwido Langer, polski podpułkownik dyplomowany piechoty, kryptolog (ur. 1894)
- 1949:
  - Friedrich Bergius, niemiecki chemik technolog, wykładowca akademicki, laureat Nagrody Nobla (ur. 1884)
  - James Searle Dawley, amerykański reżyser, scenarzysta i producent filmowy (ur. 1877)
  - Harald, duński książę (ur. 1876)
  - Władysław Rusin, polski podpułkownik dyplomowany piechoty, działacz polityczny (ur. 1895)
- 1950 – Léon Blum, francuski polityk, premier Francji (ur. 1872)
- 1951:
  - René Le Fort, francuski chirurg (ur. 1869)
  - Leon Wyrwicz, polski aktor (ur. 1885)
- 1952:
  - Nikos Belojanis, grecki działacz komunistyczny (ur. 1915)
  - Stanisław Glixelli, polski chemik, wykładowca akademicki (ur. 1882)
  - Henry Hay, australijski pływak (ur. 1893)
  - Ronald Rawson, brytyjski bokser (ur. 1892)
  - Jigme Wangchuck, król Bhutanu (ur. 1905)
- 1953:
  - Jerzy Jętkiewicz, polski żołnierz AK, uczestnik powstania warszawskiego (ur. 1925)
  - Tadeusz Kościółek, polska ofiara stalinizmu (ur. 1932)
- 1954:
  - Siegfried Atzinger, niemiecki dowódca okrętów podwodnych (ur. 1916)
  - Solomon Gandz, amerykański historyk, matematyk, wykładowca akademicki (ur. 1883)
  - Jan Glatzel, polski chirurg, wykładowca akademicki (ur. 1888)
  - Fritz London, niemiecko-amerykański fizyk, wykładowca akademicki pochodzenia żydowskiego (ur. 1900)
  - Joachim Lemelsen, niemiecki generał (ur. 1888)
- 1955:
  - Herbert Rudolf von Bismarck, niemiecki prawnik, polityk (ur. 1884)
  - Nikołaj Kaszyn, radziecki podpułkownik, politruk (ur. 1912)
  - Kazimiera Majchrzak, warszawska karmicielka gołębi (ur. 1879)
- 1956 – Jakow Sieriebrianski, radziecki pułkownik bezpieczeństwa państwowego (ur. 1891)
- 1958 – Iwan Tewosian, radziecki polityk pochodzenia ormiańskiego (ur. 1902)
- 1959:
  - Daniił Andriejew, rosyjski poeta, myśliciel, mistyk (ur. 1906)
  - Ragnar Malm, szwedzki kolarz szosowy i torowy (ur. 1893)
  - Kazimierz Moszyński, polski etnolog, językoznawca, slawista wykładowca akademicki (ur. 1887)
- 1961:
  - Philibert Jacques Melotte, brytyjski astronom (ur. 1880)
  - Mengystu Nyuaj, etiopski generał (ur. 1916)
- 1963:
  - Aleksandr Gauk, rosyjski kompozytor, dyrygent, pedagog (ur. 1893)
  - Alfred Ritscher, niemiecki kapitan marynarki, lotnik i badacz polarny (ur. 1879)
- 1964 – Nella Larsen, amerykańska pisarka (ur. 1891)
- 1965:
  - Maurilio Fossati, włoski duchowny katolicki, arcybiskup Turynu, kardynał (ur. 1873)
  - Philip Showalter Hench, amerykański lekarz reumatolog, laureat Nagrody Nobla (ur. 1896)
  - Maarten de Wit, holenderski żeglarz sportowy (ur. 1883)
- 1966:
  - Frederick Gordon Bradley, kanadyjski polityk (ur. 1886)
  - Erwin Piscator, niemiecki reżyser teatralny (ur. 1893)
- 1967:
  - Richard Rouff, niemiecki generał (ur. 1883)
  - Iwan Szylingowski, radziecki kontradmirał (ur. 1903)
  - Makar Tieriochin, radziecki generał porucznik wojsk pancernych (ur. 1896)
  - Jean Toomer, amerykański prozaik, poeta (ur. 1894)
- 1968:
  - Bobby Driscoll, amerykański aktor (ur. 1937)
  - Adam Wilczyński, polski major piechoty (ur. 1896)
- 1969:
  - Jim Bellamy, angielski piłkarz (ur. 1881)
  - Lucien Bianchi, belgijski kierowca wyścigowy pochodzenia włoskiego (ur. 1934)
  - Piotr Chojnacki, polski duchowny katolicki, teolog, historyk filozofii, psycholog, wykładowca akademicki (ur. 1897)
  - Kazimierz Frąszczak, polski piłkarz ręczny (ur. 1933)
  - Marian Friedberg, polski historyk, wykładowca akademicki (ur. 1902)
  - Gaston Strobino, amerykański lekkoatleta, długodystansowiec pochodzenia włoskiego (ur. 1891)
- 1970:
  - Heinrich Brüning, niemiecki prawnik, ekonomista, historyk, filolog, polityk, kanclerz Niemiec (ur. 1885)
  - Franciszek Chmielowski, polski piłkarz, trener (ur. 1908)
- 1971:
  - Edmund Maćkowiak, polski chórmistrz, kompozytor, dyrygent, pedagog, metodyk (ur. 1903)
  - Leonid Omorokow, rosyjski neurolog, wykładowca akademicki (ur. 1881)
  - Hardan at-Tikriti, iracki generał porucznik, polityk (ur. 1925)
- 1972 – Mahir Çayan, turecki działacz polityczny, rewolucjonista (ur. 1946)
- 1973:
  - Dmytro Doncow, ukraiński pisarz, dziennikarz, polityk, dyplomata (ur. 1883)
  - Douglas Douglas-Hamilton, brytyjski arystokrata, polityk, pilot (ur. 1903)
  - Sidney Farber, amerykański patolog, pediatra pochodzenia żydowskiego (ur. 1903)
  - Yves Giraud-Cabantous, francuski kierowca wyścigowy (ur. 1904)
  - William Justin Kroll, luksemburski metalurg (ur. 1889)
  - Stiepan Kuczerow, radziecki admirał (ur. 1902)
- 1974:
  - Zygmunt Hałuniewicz, polski duchowny katolicki, kanclerz kurii archidiecezji lwowskiej, więzień sowieckich łagrów (ur. 1889)
  - Jan Luxenburg, polski piłkarz (ur. 1905)
- 1975 – Peter Bamm, niemiecki pisarz, dziennikarz, publicysta (ur. 1897)
- 1976 – Roger Cornforth, australijski sportowiec, trener i działacz sportowy (ur. 1919)
- 1977 – Łew Rewucki, ukraiński kompozytor, pedagog (ur. 1889)
- 1978:
  - Petar Lončarević, jugosłowiański piłkarz (ur. 1907)
  - Larry Young, amerykański muzyk jazzowy (ur. 1940)
- 1979:
  - Giennadij Komnatow, radziecki kolarz szosowy (ur. 1949)
  - Hans Liesche, niemiecki lekkoatleta, skoczek wzwyż (ur. 1891)
  - José María Velasco Ibarra, ekwadorski prawnik, polityk, prezydent Ekwadoru (ur. 1893)
- 1980 – Tôn Đức Thắng, wietnamski polityk, prezydent Demokratycznej Republiki Wietnamu (ur. 1888)
- 1981 – Douglas Lowe, brytyjski lekkoatleta, średniodystansowiec (ur. 1902)
- 1983 – Lisette Model, amerykańska fotografka (ur. 1901)
- 1984:
  - Karl Rahner, niemiecki jezuita, teolog (ur. 1904)
  - Aleksander Wojciechowski, polski poeta (ur. 1930)
- 1985:
  - Stefan Maria Kuczyński, polski historyk, pisarz (ur. 1904)
  - Harold Peary, amerykański aktor, komik (ur. 1908)
  - Marek Żuławski, polski malarz, grafik, eseista (ur. 1908)
- 1986 – James Cagney, amerykański aktor (ur. 1899)
- 1988 – Edgar Faure, francuski polityk, premier Francji (ur. 1908)
- 1989 – Arto Tolsa, fiński piłkarz (ur. 1945)
- 1990:
  - Rosalia Spirer, mołdawska architekt pochodzenia żydowskiego (ur. 1900)
  - Władimir Stolnikow, rosyjski bokser (ur. 1934)
- 1991 – Juliusz Frey, polski major pilot (ur. 1907)
- 1992:
  - Maria Dłuska, polska polonistka, językoznawczyni, teoretyk literatury, wykładowczyni akademicka (ur. 1900)
  - Amédée Fournier, francuski kolarz torowy i szosowy (ur. 1912)
  - Gerhard Gustmann, niemiecki wioślarz (ur. 1910)
  - Franciszek Wasążnik, polski nauczyciel, polityk, poseł na Sejm PRL (ur. 1898)
- 1993:
  - Andrée Brunet, francuska łyżwiarka figurowa (ur. 1901)
  - Richard Diebenkorn, amerykański malarz (ur. 1922)
  - Krystyna Marek, polska prawnik, wykładowczyni akademicka, działaczka emigracyjna (ur. 1914)
  - Jerzy Michałowski, polski pisarz, tłumacz, dyplomata (ur. 1909)
- 1994:
  - Stanisław Gawęda, polski historyk, wykładowca akademicki, żołnierz BCh i AK (ur. 1914)
  - Helena Stachowicz, polska lekkoatletka, oszczepniczka i dyskobolka (ur. 1923)
- 1995:
  - Wim Peters, holenderski lekkoatleta, trójskoczek (ur. 1903)
  - Paul A. Rothchild, amerykański producent muzyczny (ur. 1935)
- 1997:
  - Janina Brochwiczówna, polska aktorka, artystka kabaretowa, piosenkarka (ur. 1910)
  - Georges Jeanclos, francuski rzeźbiarz (ur. 1933)
  - Krzysztof Nowicki, polski poeta, prozaik, krytyk literacki (ur. 1940)
  - Maria Śliwka, polska siatkarka (ur. 1935)
  - Tadeusz Żenczykowski, polski prawnik, polityk, publicysta (ur. 1907)
- 1999:
  - Michel Crépeau, francuski prawnik, polityk (ur. 1930)
  - Jurij Knorozow, rosyjski historyk, epigraf (ur. 1922)
  - Igor Netto, rosyjski piłkarz (ur. 1930)
- 2000:
  - Hjalmar Bergström, szwedzki biegacz narciarski (ur. 1907)
  - Rudolf Kirchschläger, austriacki prawnik, dyplomata, polityk (ur. 1915)
- 2002:
  - Elżbieta Bowes-Lyon, królowa Wielkiej Brytanii (ur. 1900)
  - Bjørn Spydevold, norweski piłkarz (ur. 1918)
  - Hans Viessmann, niemiecki przemysłowiec (ur. 1917)
- 2003 – Walentin Pawłow, radziecki polityk, premier ZSRR (ur. 1937)
- 2004:
  - Alistair Cooke, amerykański dziennikarz pochodzenia brytyjskiego (ur. 1908)
  - Robert Dados, polski żużlowiec (ur. 1977)
  - Michael King, nowozelandzki historyk (ur. 1945)
  - András Toma, węgierski żołnierz (ur. 1925)
  - Willy Tröger, niemiecki piłkarz (ur. 1928)
  - Vernon Young, amerykański biochemik (ur. 1938)
- 2005:
  - Robert Creeley, amerykański poeta (ur. 1926)
  - Richard T. Davies, amerykański polityk, dyplomata (ur. 1920)
  - Mitch Hedberg, amerykański komik (ur. 1968)
  - Derrick Plourde, amerykański perkusista (ur. 1971)
- 2006 – George Leslie Brown, amerykański polityk (ur. 1926)
- 2008:
  - Stefan Arbatowski, polski biolog, leśniczy, poeta (ur. 1926)
  - Marie-Françoise Audollent, francuska aktorka (ur. 1943)
  - Dith Pran, kambodżański fotoreporter (ur. 1942)
- 2009 – Andrea Mead-Lawrence, amerykańska narciarka alpejska (ur. 1932)
- 2010 – Krzysztof Teodor Toeplitz, polski dziennikarz, publicysta, krytyk i scenarzysta filmowy (ur. 1933)
- 2011 – Ludmiła Gurczenko, rosyjska aktorka (ur. 1935)
- 2012:
  - Wiktor Kosiczkin, rosyjski łyżwiarz szybki (ur. 1938)
  - Leonid Szebarszyn rosyjski funkcjonariusz KGB, polityk (ur. 1935)
- 2013 – Walerij Zołotuchin, rosyjski aktor (ur. 1941)
- 2014 – Kate O’Mara, brytyjska aktorka (ur. 1939)
- 2015:
  - Ingrid van Houten-Groeneveld, holenderska astronom (ur. 1921)
  - Robert Z’Dar, amerykański aktor (ur. 1950)
- 2016:
  - Leszek Dorosz, polski trener siatkówki (ur. 1932)
  - Władysław Jackiewicz, polski malarz, pedagog (ur. 1924)
  - Krzysztof Radosław Mazurski, polski ekonomista, geograf, działacz społeczny (ur. 1946)
- 2017:
  - Teresa Baranowska-George, polska okulistka (ur. 1920)
  - Krystyna Goldberg, polska dziennikarka (ur. 1930)
  - Donald Harvey, amerykański seryjny morderca (ur. 1952)
- 2018:
  - Aureliano Bolognesi, włoski bokser (ur. 1930)
  - Bo-Boliko Lokonga Mihambo, zairski (kongijski) działacz związkowy, polityk, premier Zairu (ur. 1934)
  - Keith Murdoch, nowozelandzki rugbysta (ur. 1943)
  - Sven-Olov Sjödelius, szwedzki kajakarz (ur. 1933)
- 2019:
  - Robert Mirzyński, polski dziennikarz, spiker, reżyser teatralny i radiowy (ur. 1968)
  - Michele Russo, włoski duchowny katolicki posługujący w Czadzie, biskup Doba (ur. 1945)
- 2020:
  - Arianne Caoili, filipińska szachistka (ur. 1986)
  - Manolis Glezos, grecki pisarz, działacz społeczny, polityk (ur. 1922)
  - Ludwik Grzebień, polski duchowny katolicki, jezuita, historyk (ur. 1939)
  - Hau Pei-tsun, tajwański wojskowy, polityk, premier Tajwanu (ur. 1919)
  - Ireneusz Jakubowski, polski śpiewak (tenor), prawnik, pedagog (ur. 1952)
  - Kwasi Owusu, ghański piłkarz (ur. 1945)
  - Franciszek Szydełko, polski konsultant filmowy, treser zwierząt, pułkownik MO (ur. 1925)
  - Martin Tudor, rumuński piłkarz, trener (ur. 1976)
  - Bill Withers, amerykański piosenkarz, gitarzysta, kompozytor (ur. 1938)
  - Joachim Yhombi-Opango, kongijski generał, polityk, premier i prezydent Konga (ur. 1939)
- 2022:
  - Andrzej Butra, polski lekarz weterynarii, samorządowiec, urzędnik państwowy, wiceminister rolnictwa (ur. 1961)
  - Mathew Cheriankunnel, indyjski duchowny katolicki, biskup Nalgonda i Kurnool (ur. 1930)
  - Egon Franke, polski florecista, szablista (ur. 1935)
  - Janusz Nikodemski, polski ekonomista, powstaniec warszawski, żołnierz PSZ (ur. 1928)[3]
  - Willy Vanden Berghen, belgijski kolarz szosowy i torowy (ur. 1939)
- 2023:
  - Johan Leysen, belgijski aktor (ur. 1950)
  - Mirosław Perz, polski dyrygent, muzykolog, pedagog (ur. 1933)
  - Paweł Śpiewak, polski socjolog, historyk idei, polityk, poseł na Sejm RP (ur. 1951)
- 2024:
  - Stefan Cwojdziński, polski geolog (ur. 1947)
  - Fred Gamble, amerykański kierowca wyścigowy (ur. 1932)
  - Ryszard Mieczysław Klisowski, polski kompozytor, skrzypek, teoretyk muzyki, pedagog muzyczny, poeta, publicysta (ur. 1937)
- 2025:
  - Eloína Echevarría, kubańska lekkoatletka, skoczkini w dal, trójskoczek (ur. 1961)
  - Barbara Frischmuth, austriacka pisarka, scenarzystka, tłumaczka (ur. 1941)
  - Marek Grzybiak, polski neurolog, profesor nauk medycznych, nauczyciel akademicki (ur. 1947)
  - Pachomiusz, egipski duchowny koptyjski, metropolita Damanhuru, Matruh i Pięciu Miast Zachodu (ur. 1935)